# Bremerkoggen

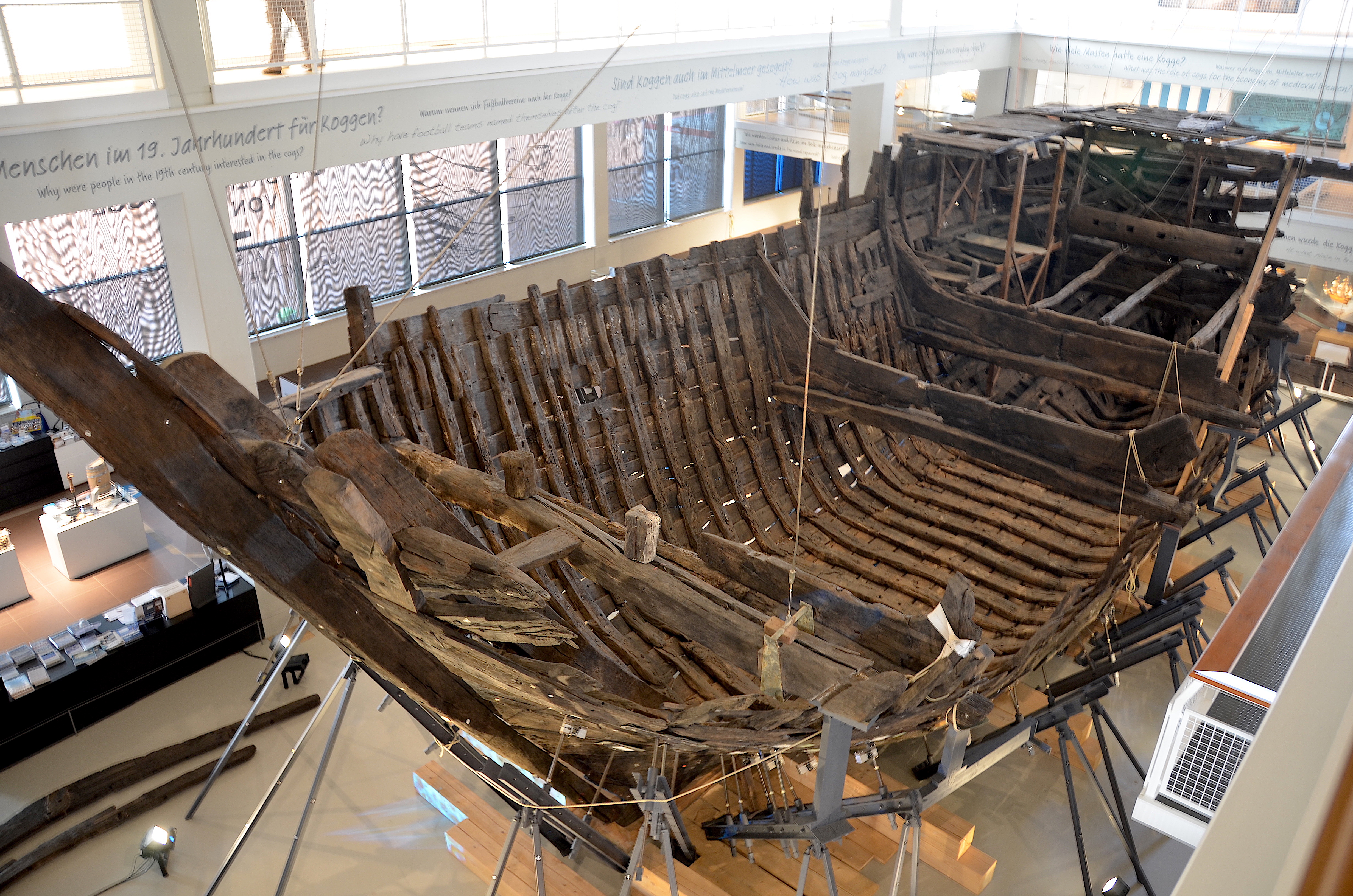
Bremenkoggen på Deutsches Schifffahrtsmuseum, 2021.

Bremenkoggen är ett välbevarat vrak av en kogg från 1380, som återfanns 1962 i Bremen i Tyskland. Den visas på Deutsches Schifffahrtsmuseum i Bremerhaven som ett av dess främsta utställningsföremål. Tre nästan identiska repliker har byggts: Ubena von Bremen, Hansekogge och Roland von Bremen.
Vid muddringar i floden Weser i oktober 1962 hittades träfragment av ett skepp. De visade sig komma från vrakrester av en kogg, som förlist under en stormflod, efter att ha drivit iväg från ett skeppsvarv innan det byggs klart. Fram till detta tillfälle hade koggar huvudsakligen varit kända från medeltida dokument och sigill. Det fanns bara ett tidigare fynd, nämligen från Noordoostpolder i Nederländerna. Baserat på dendrokronologi|sk analys av ekvirket från koggen daterades skeppet ha byggts omkring år 1300.
År 1972 färdigställdes Koggehalle, varefter de bärgade delarna monterades ihop under kontinuerlig bevattning. Nästan hela styrbordssidan och en tredjedel av babordssidan kunde rekonstrueras. Bygget lades därefter in i en tank för att impregneras med polyetylenglykol under 18 års tid. Från år 2000 har vraket därefter varit utställt.  
Bremenkoggen hade kravellbyggt bottenskrov och klinkbyggda skeppssidor. Det hade en enda mast och var riggad med råsegel. Koggen var 24 meter lång, åtta meter bred och hade fyra meter höga sidor. Det beräknas att lastkapaciteten var upp till 130 ton.

## Bildgalleri över repliker av Bremenkoggen

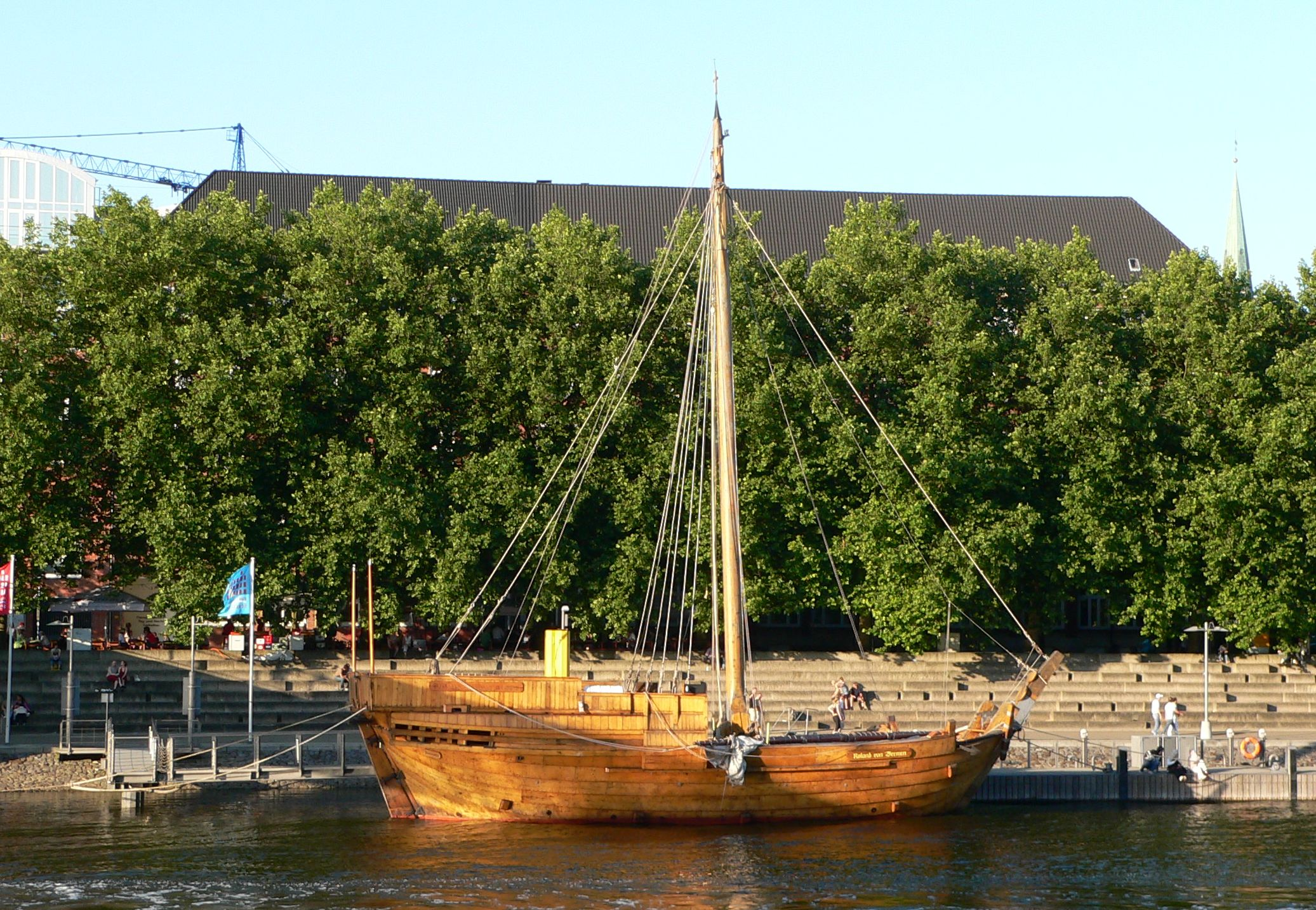
Roland von Bremen
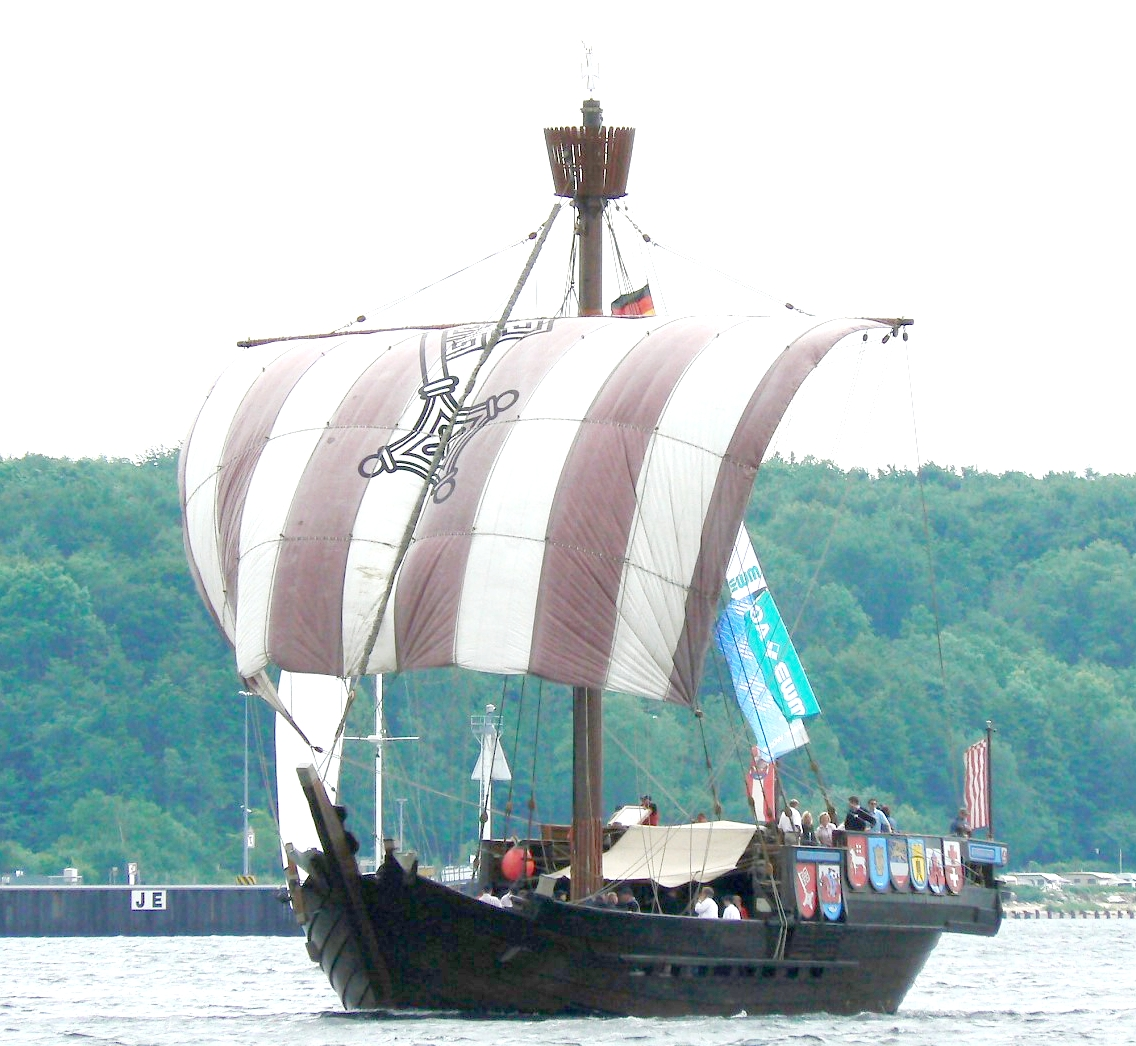
Ubena von Bremen
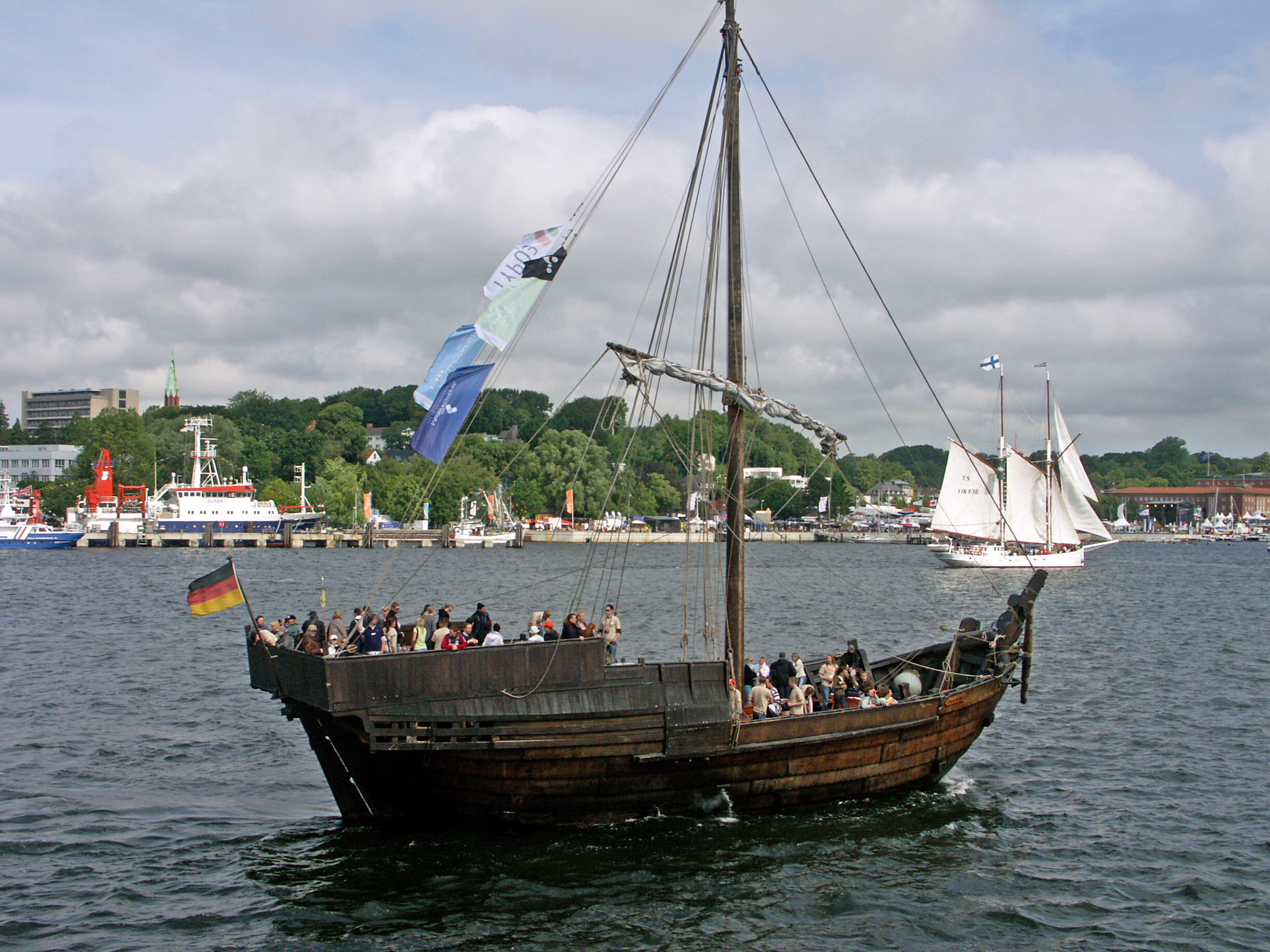
Hansakogge